# Danh sách cầu thủ tham dự Cúp bóng đá châu Phi 2019
Các năm 2019 Cúp bóng đá châu Phi là một giải bóng đá quốc tế bóng đá thi đấu được tổ chức tại Ai Cập từ 21 Tháng Sáu - 19 tháng 7 năm 2019. 24 đội tuyển quốc gia tham gia vào giải đấu được yêu cầu phải đăng ký một đội hình 23 cầu thủ, trong đó có ba thủ môn. Chỉ những người chơi trong các đội này mới đủ điều kiện tham gia giải đấu.
Vị trí và ngày sinh được liệt kê cho mỗi người chơi theo danh sách đội hình chính thức được CAF công bố. Độ tuổi được liệt kê cho mỗi người chơi là vào ngày 21 tháng 6 năm 2019, ngày đầu tiên của giải đấu. Số lượng mũ và mục tiêu được liệt kê cho mỗi người chơi không bao gồm bất kỳ trận đấu nào được chơi sau khi bắt đầu giải đấu. Câu lạc bộ được liệt kê là câu lạc bộ mà người chơi cuối cùng đã chơi một trận đấu cạnh tranh trước giải đấu. Quốc tịch cho mỗi câu lạc bộ phản ánh hiệp hội quốc gia (không phải giải đấu) mà câu lạc bộ được liên kết. Một lá cờ được bao gồm cho các huấn luyện viên có quốc tịch khác với đội tuyển quốc gia của họ.

## Bảng A

### Ai Cập
Coach:  Javier Aguirre
Egypt's 25-man preliminary squad was announced on ngày 21 tháng 5 năm 2019. The final squad was announced on 11 June. Amr Warda was excluded from the squad for disciplinary reasons on 26 June. However, the Egyptian Football Association recalled him to the national team on 28 June after the player posted an apology video on his official account on Facebook.
| Số | VT | Cầu thủ                     | Ngày sinh (tuổi)            | Trận | Bàn | Câu lạc bộ           |
| -- | -- | --------------------------- | --------------------------- | ---- | --- | -------------------- |
| 1  | TM | Ahmed El Shenawy            | 14 tháng 5, 1991 (28 tuổi)  | 31   | 0   | Pyramids             |
| 2  | HV | Baher El Mohamady           | 1 tháng 11, 1996 (22 tuổi)  | 6    | 1   | Ismaily              |
| 3  | HV | Ahmed El Mohamady (captain) | 9 tháng 9, 1987 (31 tuổi)   | 88   | 4   | Aston Villa          |
| 4  | HV | Omar Gaber                  | 30 tháng 1, 1992 (27 tuổi)  | 24   | 1   | Pyramids             |
| 5  | TV | Ali Ghazal                  | 1 tháng 2, 1992 (27 tuổi)   | 10   | 0   | Feirense             |
| 6  | HV | Ahmed Hegazi                | 25 tháng 1, 1991 (28 tuổi)  | 52   | 2   | West Bromwich Albion |
| 7  | TV | Trézéguet                   | 1 tháng 10, 1994 (24 tuổi)  | 37   | 5   | Kasımpaşa            |
| 8  | TV | Tarek Hamed                 | 24 tháng 10, 1988 (30 tuổi) | 34   | 0   | Zamalek              |
| 9  | TĐ | Marwan Mohsen               | 26 tháng 2, 1989 (30 tuổi)  | 31   | 7   | Al Ahly              |
| 10 | TĐ | Mohamed Salah               | 15 tháng 6, 1992 (27 tuổi)  | 63   | 39  | Liverpool            |
| 11 | TV | Walid Soliman               | 1 tháng 12, 1984 (34 tuổi)  | 25   | 1   | Al Ahly              |
| 12 | HV | Ayman Ashraf                | 9 tháng 4, 1991 (28 tuổi)   | 11   | 2   | Al Ahly              |
| 13 | HV | Ahmed Ayman Mansour         | 13 tháng 4, 1994 (25 tuổi)  | 4    | 0   | Pyramids             |
| 14 | TĐ | Ahmed Ali                   | 21 tháng 5, 1986 (33 tuổi)  | 9    | 5   | Al Mokawloon Al Arab |
| 15 | HV | Mahmoud Hamdy               | 1 tháng 6, 1995 (24 tuổi)   | 2    | 0   | Zamalek              |
| 16 | TM | Mohamed El Shenawy          | 18 tháng 12, 1988 (30 tuổi) | 10   | 0   | Al Ahly              |
| 17 | TV | Mohamed El Neny             | 11 tháng 7, 1992 (26 tuổi)  | 72   | 6   | Arsenal              |
| 18 | TĐ | Ahmed Hassan Kouka          | 5 tháng 3, 1993 (26 tuổi)   | 21   | 5   | Olympiacos           |
| 19 | TV | Abdallah El Said            | 13 tháng 7, 1985 (33 tuổi)  | 43   | 6   | Pyramids             |
| 20 | HV | Mahmoud Alaa                | 28 tháng 1, 1991 (28 tuổi)  | 4    | 0   | Zamalek              |
| 21 | TV | Nabil Emad                  | 6 tháng 4, 1996 (23 tuổi)   | 4    | 0   | Pyramids             |
| 22 | TV | Amr Warda                   | 17 tháng 9, 1993 (25 tuổi)  | 28   | 1   | Atromitos            |
| 23 | TM | Mahmoud Genesh              | 25 tháng 5, 1987 (32 tuổi)  | 2    | 0   | Zamalek              |

### DR Congo
Huấn luyện viên: Florent Ibengé
DR Congo's 32-man preliminary squad was announced on ngày 22 tháng 5 năm 2019. The final squad was announced on 11 June.
| Số | VT | Cầu thủ                    | Ngày sinh (tuổi)            | Trận | Bàn | Câu lạc bộ           |
| -- | -- | -------------------------- | --------------------------- | ---- | --- | -------------------- |
| 1  | TM | Ley Matampi                | 18 tháng 4, 1989 (30 tuổi)  | 34   | 0   | Al Ansar             |
| 2  | HV | Issama Mpeko               | 30 tháng 4, 1989 (30 tuổi)  | 64   | 1   | TP Mazembe           |
| 3  | HV | Ngonda Muzinga             | 31 tháng 12, 1993 (25 tuổi) | 11   | 0   | AS Vita Club         |
| 4  | HV | Bobo Ungenda               | 19 tháng 11, 1989 (29 tuổi) | 12   | 0   | 1º de Agosto         |
| 5  | HV | Marcel Tisserand           | 10 tháng 1, 1993 (26 tuổi)  | 16   | 0   | VfL Wolfsburg        |
| 6  | TV | Chadrac Akolo              | 1 tháng 1, 1995 (24 tuổi)   | 5    | 0   | VfB Stuttgart        |
| 7  | TV | Youssouf Mulumbu (captain) | 25 tháng 1, 1987 (32 tuổi)  | 39   | 1   | Kilmarnock           |
| 8  | TV | Trésor Mputu               | 17 tháng 9, 1985 (33 tuổi)  | 47   | 14  | TP Mazembe           |
| 9  | TĐ | Jonathan Bolingi           | 30 tháng 6, 1994 (24 tuổi)  | 23   | 7   | Antwerp              |
| 10 | TV | Paul-José M'Poku           | 19 tháng 4, 1992 (27 tuổi)  | 13   | 6   | Standard Liège       |
| 11 | TĐ | Yannick Bolasie            | 24 tháng 6, 1989 (29 tuổi)  | 37   | 9   | Anderlecht           |
| 12 | HV | Wilfred Moke               | 12 tháng 2, 1988 (31 tuổi)  | 6    | 0   | Ankaragücü           |
| 13 | TĐ | Meschak Elia               | 6 tháng 8, 1997 (21 tuổi)   | 18   | 6   | TP Mazembe           |
| 14 | HV | Arthur Masuaku             | 7 tháng 11, 1993 (25 tuổi)  | 3    | 1   | West Ham United      |
| 15 | HV | Christian Luyindama        | 8 tháng 1, 1994 (25 tuổi)   | 9    | 0   | Galatasaray          |
| 16 | TM | Anthony Mossi              | 15 tháng 5, 1994 (25 tuổi)  | 5    | 0   | Chiasso              |
| 17 | TĐ | Cédric Bakambu             | 11 tháng 4, 1991 (28 tuổi)  | 20   | 8   | Beijing Sinobo Guoan |
| 18 | TV | Merveille Bokadi           | 21 tháng 5, 1996 (23 tuổi)  | 20   | 1   | Standard Liège       |
| 19 | TĐ | Britt Assombalonga         | 6 tháng 12, 1992 (26 tuổi)  | 4    | 0   | Middlesbrough        |
| 20 | TV | Jacques Maghoma            | 23 tháng 10, 1987 (31 tuổi) | 21   | 0   | Birmingham City      |
| 21 | HV | Djuma Shabani              | 16 tháng 3, 1993 (26 tuổi)  | 1    | 0   | AS Vita Club         |
| 22 | HV | Chancel Mbemba             | 8 tháng 8, 1994 (24 tuổi)   | 46   | 3   | Porto                |
| 23 | TM | Parfait Mandanda           | 10 tháng 11, 1989 (29 tuổi) | 15   | 0   | Dinamo București     |

### Uganda
Huấn luyện viên:  Sébastien Desabre
Uganda's 29-man preliminary squad was announced on ngày 22 tháng 5 năm 2019. The final squad was announced on 11 June.
| Số | VT | Cầu thủ                 | Ngày sinh (tuổi)            | Trận | Bàn | Câu lạc bộ         |
| -- | -- | ----------------------- | --------------------------- | ---- | --- | ------------------ |
| 1  | TM | Robert Odongkara        | 2 tháng 9, 1989 (29 tuổi)   | 28   | 0   | Adama City         |
| 2  | HV | Joseph Ochaya           | 14 tháng 12, 1993 (25 tuổi) | 46   | 2   | TP Mazembe         |
| 3  | HV | Timothy Awany           | 6 tháng 8, 1996 (22 tuổi)   | 21   | 0   | KCCA               |
| 4  | HV | Murushid Juuko          | 14 tháng 4, 1994 (25 tuổi)  | 33   | 1   | Simba              |
| 5  | HV | Bevis Mugabi            | 1 tháng 5, 1995 (24 tuổi)   | 4    | 0   | Yeovil Town        |
| 6  | TV | Taddeo Lwanga           | 21 tháng 5, 1994 (25 tuổi)  | 11   | 0   | Vipers             |
| 7  | TĐ | Emmanuel Okwi           | 25 tháng 12, 1992 (26 tuổi) | 63   | 20  | Simba              |
| 8  | TV | Khalid Aucho            | 8 tháng 8, 1993 (25 tuổi)   | 41   | 2   | Churchill Brothers |
| 9  | TĐ | Patrick Kaddu           | 9 tháng 10, 1995 (23 tuổi)  | 8    | 1   | KCCA               |
| 10 | TV | Luwagga Kizito          | 20 tháng 12, 1993 (25 tuổi) | 37   | 1   | Shakhter Karagandy |
| 11 | TĐ | Derrick Nsibambi        | 19 tháng 6, 1994 (25 tuổi)  | 18   | 6   | Smouha             |
| 12 | HV | Ronald Mukiibi          | 16 tháng 9, 1991 (27 tuổi)  | 1    | 0   | Östersunds FK      |
| 13 | TV | Allan Kateregga         | 3 tháng 6, 1994 (25 tuổi)   | 7    | 0   | Maritzburg United  |
| 14 | HV | Nicholas Wadada         | 27 tháng 7, 1994 (24 tuổi)  | 50   | 1   | Azam               |
| 15 | HV | Godfrey Walusimbi       | 3 tháng 7, 1989 (29 tuổi)   | 91   | 3   | Unattached         |
| 16 | TV | Hassan Wasswa           | 14 tháng 2, 1988 (31 tuổi)  | 70   | 0   | Unattached         |
| 17 | TV | Farouk Miya             | 26 tháng 11, 1997 (21 tuổi) | 52   | 19  | Gorica             |
| 18 | TM | Denis Onyango (captain) | 15 tháng 5, 1985 (34 tuổi)  | 71   | 0   | Mamelodi Sundowns  |
| 19 | TM | Jamal Salim             | 27 tháng 5, 1995 (24 tuổi)  | 6    | 0   | Al Hilal           |
| 20 | HV | Isaac Muleme            | 10 tháng 10, 1992 (26 tuổi) | 34   | 0   | Viktoria Žižkov    |
| 21 | TV | Allan Kyambadde         | 15 tháng 1, 1996 (23 tuổi)  | 14   | 0   | KCCA               |
| 22 | TĐ | Lumala Abdu             | 21 tháng 7, 1997 (21 tuổi)  | 2    | 0   | Syrianska FC       |
| 23 | TV | Micheal Azira           | 22 tháng 8, 1987 (31 tuổi)  | 6    | 0   | Montreal Impact    |

### Zimbabwe
Huấn luyện viên: Sunday Chidzambwa
Zimbabwe's 34-man preliminary squad was announced on ngày 14 tháng 5 năm 2019. The final squad was announced on 10 June. Tafadzwa Kutinyu withdrew injured and was replaced by Lawrence Mhlanga on 19 June.
| Số | VT | Cầu thủ                    | Ngày sinh (tuổi)            | Trận | Bàn | Câu lạc bộ                |
| -- | -- | -------------------------- | --------------------------- | ---- | --- | ------------------------- |
| 1  | TM | Edmore Sibanda             | 2 tháng 1, 1987 (32 tuổi)   | 13   | 0   | Witbank Spurs             |
| 2  | HV | Tendayi Darikwa            | 13 tháng 12, 1991 (27 tuổi) | 7    | 0   | Nottingham Forest         |
| 3  | TV | Danny Phiri                | 22 tháng 4, 1989 (30 tuổi)  | 38   | 2   | Lamontville Golden Arrows |
| 4  | HV | Ronald Pfumbidzai          | 25 tháng 12, 1994 (24 tuổi) | 14   | 2   | Bloemfontein Celtic       |
| 5  | HV | Divine Lunga               | 28 tháng 5, 1995 (24 tuổi)  | 9    | 0   | Lamontville Golden Arrows |
| 6  | TV | Alec Mudimu                | 8 tháng 4, 1995 (24 tuổi)   | 12   | 0   | Cefn Druids               |
| 7  | TĐ | Talent Chawapiwa           | 3 tháng 6, 1992 (27 tuổi)   | 25   | 4   | AmaZulu                   |
| 8  | TV | Marshall Munetsi           | 22 tháng 6, 1996 (22 tuổi)  | 12   | 0   | Orlando Pirates           |
| 9  | TĐ | Evans Rusike               | 13 tháng 6, 1991 (28 tuổi)  | 21   | 4   | SuperSport United         |
| 10 | TV | Ovidy Karuru               | 23 tháng 1, 1989 (30 tuổi)  | 35   | 7   | AmaZulu                   |
| 11 | TV | Khama Billiat              | 19 tháng 8, 1990 (28 tuổi)  | 37   | 13  | Kaizer Chiefs             |
| 12 | HV | Jimmy Dzingai              | 21 tháng 11, 1990 (28 tuổi) | 5    | 0   | Power Dynamos             |
| 13 | TM | Elvis Chipezeze            | 11 tháng 3, 1990 (29 tuổi)  | 2    | 0   | Baroka                    |
| 14 | TĐ | Tino Kadewere              | 5 tháng 1, 1996 (23 tuổi)   | 13   | 2   | Le Havre                  |
| 15 | HV | Teenage Hadebe             | 17 tháng 9, 1995 (23 tuổi)  | 19   | 3   | Kaizer Chiefs             |
| 16 | TM | George Chigova             | 4 tháng 3, 1991 (28 tuổi)   | 31   | 0   | Polokwane City            |
| 17 | TĐ | Knowledge Musona (captain) | 21 tháng 6, 1990 (29 tuổi)  | 36   | 21  | Sporting Lokeren          |
| 18 | TV | Marvelous Nakamba          | 19 tháng 1, 1994 (25 tuổi)  | 16   | 0   | Club Brugge               |
| 19 | TĐ | Knox Mutizwa               | 12 tháng 10, 1993 (25 tuổi) | 15   | 5   | Lamontville Golden Arrows |
| 20 | TV | Kudakwashe Mahachi         | 29 tháng 9, 1993 (25 tuổi)  | 25   | 3   | Orlando Pirates           |
| 21 | TV | Thabani Kamusoko           | 2 tháng 3, 1988 (31 tuổi)   | 9    | 0   | Young Africans            |
| 22 | HV | Lawrence Mhlanga           | 20 tháng 12, 1993 (25 tuổi) | 10   | 2   | FC Platinum               |
| 23 | TĐ | Nyasha Mushekwi            | 21 tháng 8, 1987 (31 tuổi)  | 18   | 4   | Dalian Yifang             |

## Bảng B

### Nigeria
Huấn luyện viên:  Gernot Rohr
Nigeria's 31-man preliminary squad was announced on ngày 14 tháng 5 năm 2019. The final squad was announced on 10 June.
| Số | VT | Cầu thủ                  | Ngày sinh (tuổi)            | Trận | Bàn | Câu lạc bộ             |
| -- | -- | ------------------------ | --------------------------- | ---- | --- | ---------------------- |
| 1  | TM | Ikechukwu Ezenwa         | 16 tháng 10, 1988 (30 tuổi) | 19   | 0   | Enyimba Aba            |
| 2  | HV | Ola Aina                 | 8 tháng 10, 1996 (22 tuổi)  | 8    | 0   | Torino                 |
| 3  | HV | Jamilu Collins           | 5 tháng 8, 1994 (24 tuổi)   | 7    | 0   | SC Paderborn 07        |
| 4  | TV | Wilfred Ndidi            | 16 tháng 12, 1996 (22 tuổi) | 24   | 0   | Leicester City         |
| 5  | HV | William Troost-Ekong     | 1 tháng 9, 1993 (25 tuổi)   | 31   | 1   | Udinese                |
| 6  | HV | Leon Balogun             | 28 tháng 6, 1988 (30 tuổi)  | 28   | 0   | Brighton & Hove Albion |
| 7  | TV | Ahmed Musa               | 14 tháng 10, 1992 (26 tuổi) | 80   | 15  | Al Nassr               |
| 8  | TV | Peter Etebo              | 9 tháng 11, 1995 (23 tuổi)  | 24   | 1   | Stoke City             |
| 9  | TĐ | Odion Ighalo             | 16 tháng 6, 1989 (30 tuổi)  | 27   | 11  | Shanghai Shenhua       |
| 10 | TV | John Obi Mikel (captain) | 22 tháng 4, 1987 (32 tuổi)  | 86   | 6   | Middlesbrough          |
| 11 | TV | Henry Onyekuru           | 5 tháng 6, 1997 (22 tuổi)   | 9    | 1   | Galatasaray            |
| 12 | HV | Shehu Abdullahi          | 12 tháng 3, 1993 (26 tuổi)  | 30   | 0   | Bursaspor              |
| 13 | TV | Samuel Chukwueze         | 22 tháng 5, 1999 (20 tuổi)  | 2    | 0   | Villarreal             |
| 14 | TĐ | Paul Onuachu             | 28 tháng 5, 1994 (25 tuổi)  | 3    | 1   | Midtjylland            |
| 15 | TV | Moses Simon              | 12 tháng 7, 1995 (23 tuổi)  | 23   | 5   | Levante                |
| 16 | TM | Daniel Akpeyi            | 3 tháng 8, 1986 (32 tuổi)   | 10   | 0   | Kaizer Chiefs          |
| 17 | TV | Samuel Kalu              | 26 tháng 8, 1997 (21 tuổi)  | 6    | 1   | Bordeaux               |
| 18 | TV | Alex Iwobi               | 3 tháng 5, 1996 (23 tuổi)   | 28   | 5   | Arsenal                |
| 19 | TV | John Ogu                 | 20 tháng 4, 1988 (31 tuổi)  | 24   | 1   | Hapoel Be'er Sheva     |
| 20 | HV | Chidozie Awaziem         | 1 tháng 1, 1997 (22 tuổi)   | 5    | 1   | Çaykur Rizespor        |
| 21 | TĐ | Victor Osimhen           | 29 tháng 12, 1998 (20 tuổi) | 3    | 0   | Sporting Charleroi     |
| 22 | HV | Kenneth Omeruo           | 17 tháng 10, 1993 (25 tuổi) | 44   | 0   | Leganés                |
| 23 | TM | Francis Uzoho            | 28 tháng 10, 1998 (20 tuổi) | 13   | 0   | Anorthosis Famagusta   |

### Guinea
Huấn luyện viên:  Paul Put
Guinea's 25-man preliminary squad was announced on ngày 27 tháng 5 năm 2019. The final squad was announced on 13 June. Baïssama Sankoh withdrew injured and was replaced by Lass Bangoura on 19 June.
| Số | Vt | Cầu thủ              | Ngày sinh (tuổi)            | Số trận | Câu lạc bộ               |
| -- | -- | -------------------- | --------------------------- | ------- | ------------------------ |
| 1  | TM | Naby Yattara         | 12 tháng 1, 1984 (35 tuổi)  | 60      | Excelsior                |
| 2  | TĐ | Mohamed Yattara      | 28 tháng 7, 1993 (25 tuổi)  | 29      | Auxerre                  |
| 3  | HV | Issiaga Sylla        | 1 tháng 1, 1994 (25 tuổi)   | 43      | Toulouse                 |
| 4  | TV | Amadou Diawara       | 17 tháng 7, 1997 (21 tuổi)  | 4       | Napoli                   |
| 5  | HV | Ernest Seka          | 22 tháng 6, 1987 (31 tuổi)  | 5       | Nancy                    |
| 6  | HV | Simon Falette        | 19 tháng 2, 1992 (27 tuổi)  | 1       | Eintracht Frankfurt      |
| 7  | TV | Mady Camara          | 28 tháng 2, 1997 (22 tuổi)  | 5       | Olympiacos               |
| 8  | TV | Naby Keïta (captain) | 10 tháng 2, 1995 (24 tuổi)  | 32      | Liverpool                |
| 9  | TĐ | José Kanté           | 27 tháng 9, 1990 (28 tuổi)  | 6       | Gimnàstic                |
| 10 | TĐ | François Kamano      | 2 tháng 5, 1996 (23 tuổi)   | 26      | Bordeaux                 |
| 11 | TĐ | Idrissa Sylla        | 3 tháng 12, 1990 (28 tuổi)  | 26      | Zulte Waregem            |
| 12 | TM | Ibrahim Koné         | 5 tháng 12, 1989 (29 tuổi)  | 1       | Pau                      |
| 13 | TV | Ibrahima Cissé       | 28 tháng 2, 1994 (25 tuổi)  | 2       | Fulham                   |
| 14 | HV | Ousmane Sidibé       | 23 tháng 4, 1985 (34 tuổi)  | 6       | Béziers                  |
| 15 | HV | Julian Jeanvier      | 31 tháng 3, 1992 (27 tuổi)  | 0       | Brentford                |
| 16 | TĐ | Ibrahima Traoré      | 21 tháng 4, 1988 (31 tuổi)  | 44      | Borussia Mönchengladbach |
| 17 | TV | Boubacar Fofana      | 6 tháng 11, 1989 (29 tuổi)  | 19      | Gaz Metan Mediaș         |
| 18 | HV | Mikael Dyrestam      | 20 tháng 10, 1991 (27 tuổi) | 0       | Xanthi                   |
| 19 | TĐ | Bengali-Fodé Koita   | 21 tháng 10, 1990 (28 tuổi) | 0       | Kasımpaşa                |
| 20 | TĐ | Lass Bangoura        | 30 tháng 3, 1992 (27 tuổi)  | 33      | Vancouver Whitecaps      |
| 21 | TĐ | Sory Kaba            | 10 tháng 4, 1995 (24 tuổi)  | 5       | Dijon                    |
| 22 | TM | Aly Keita            | 8 tháng 12, 1986 (32 tuổi)  | 4       | Östersunds FK            |
| 23 | HV | Fodé Camara          | 17 tháng 4, 1998 (21 tuổi)  | 1       | Gazélec Ajaccio          |

### Madagascar
Huấn luyện viên:  Nicolas Dupuis
Madagascar's 26-man preliminary squad was announced on ngày 16 tháng 5 năm 2019. The final squad was announced on 12 June.
| Số | Vt | Cầu thủ                          | Ngày sinh (tuổi)            | Số trận | Câu lạc bộ         |
| -- | -- | -------------------------------- | --------------------------- | ------- | ------------------ |
| 1  | TM | Ibrahima Dabo                    | 22 tháng 7, 1992 (26 tuổi)  | 8       | JS Saint-Pierroise |
| 2  | TĐ | Carolus Andriamatsinoro          | 6 tháng 7, 1989 (29 tuổi)   | 25      | Al-Adalah          |
| 3  | TV | Romario Baggio                   | 24 tháng 1, 1994 (25 tuổi)  | 8       | Fosa Juniors FC    |
| 4  | HV | Gervais Randrianarisoa           | 7 tháng 11, 1984 (34 tuổi)  | 36      | JS Saint-Pierroise |
| 5  | HV | Pascal Razakanantenaina          | 19 tháng 4, 1987 (32 tuổi)  | 17      | JS Saint-Pierroise |
| 6  | TV | Marco Ilaimaharitra              | 26 tháng 7, 1995 (23 tuổi)  | 6       | Charleroi          |
| 7  | TV | Dimitry Caloin                   | 8 tháng 5, 1990 (29 tuổi)   | 3       | Les Herbiers       |
| 8  | TV | Arohasina Andrianarimanana       | 16 tháng 8, 1991 (27 tuổi)  | 11      | Kaizer Chiefs      |
| 9  | TĐ | Faneva Imà Andriatsima (captain) | 3 tháng 6, 1984 (35 tuổi)   | 36      | Clermont           |
| 10 | TĐ | Njiva Rakotoharimalala           | 6 tháng 8, 1992 (26 tuổi)   | 23      | Samut Sakhon       |
| 11 | TĐ | Paulin Voavy                     | 10 tháng 11, 1987 (31 tuổi) | 38      | Misr Lel Makkasa   |
| 12 | TĐ | Lalaïna Nomenjanahary            | 1 tháng 6, 1986 (33 tuổi)   | 33      | Paris FC           |
| 13 | TV | Anicet Abel                      | 13 tháng 3, 1990 (29 tuổi)  | 7       | Ludogorets Razgrad |
| 14 | HV | Jérémy Morel                     | 2 tháng 4, 1984 (35 tuổi)   | 2       | Lyon               |
| 15 | TV | Ibrahim Amada                    | 28 tháng 2, 1990 (29 tuổi)  | 12      | MC Alger           |
| 16 | TM | Jean Dieu-Donné Randrianasolo    | 26 tháng 5, 1989 (30 tuổi)  | 10      | CNaPS Sport        |
| 17 | HV | Toavina Rambeloson               | 26 tháng 11, 1992 (26 tuổi) | 3       | Arras FA           |
| 18 | TV | Rayan Raveloson                  | 16 tháng 1, 1997 (22 tuổi)  | 1       | Troyes             |
| 19 | TĐ | William Gros                     | 31 tháng 3, 1992 (27 tuổi)  | 3       | Vitré              |
| 20 | HV | Romain Métanire                  | 28 tháng 3, 1990 (29 tuổi)  | 4       | Minnesota United   |
| 21 | HV | Thomas Fontaine                  | 8 tháng 5, 1991 (28 tuổi)   | 8       | Reims              |
| 22 | HV | Jérôme Mombris                   | 27 tháng 11, 1987 (31 tuổi) | 7       | Grenoble           |
| 23 | TM | Melvin Adrien                    | 30 tháng 8, 1993 (25 tuổi)  | 2       | FC Martigues       |

### Burundi
Huấn luyện viên: Olivier Niyungeko
Burundi's 26-man preliminary squad was announced on ngày 14 tháng 5 năm 2019. The final squad was announced on 12 June.
| Số | Vt | Cầu thủ                      | Ngày sinh (tuổi)            | Số trận | Câu lạc bộ        |
| -- | -- | ---------------------------- | --------------------------- | ------- | ----------------- |
| 1  | TM | Jonathan Nahimana            | 12 tháng 12, 1999 (19 tuổi) | 16      | TP Bata           |
| 2  | TV | Enock Sabumukama             | 4 tháng 9, 1994 (24 tuổi)   | 3       | ZESCO United      |
| 3  | TĐ | Elvis Kamsoba                | 27 tháng 6, 1996 (22 tuổi)  | 0       | Melbourne Victory |
| 4  | TV | Pierre Kwizera               | 16 tháng 4, 1991 (28 tuổi)  | 41      | Al-Orouba         |
| 5  | TV | Gaël Bigirimana              | 22 tháng 10, 1993 (25 tuổi) | 6       | Hibernian         |
| 6  | HV | Karim Nizigiyimana           | 21 tháng 6, 1989 (30 tuổi)  | 52      | Vipers            |
| 7  | TĐ | Fiston Abdul Razak           | 1 tháng 3, 1993 (26 tuổi)   | 38      | JS Kabylie        |
| 8  | TV | Gaël Duhayindavyi            | 15 tháng 4, 1990 (29 tuổi)  | 41      | Mukura            |
| 9  | TĐ | Laudit Mavugo                | 10 tháng 10, 1989 (29 tuổi) | 19      | NAPSA Stars       |
| 10 | TV | Shassiri Nahimana            | 5 tháng 8, 1993 (25 tuổi)   | 30      | Al-Mujazzal       |
| 11 | TĐ | Selemani Ndikumana (captain) | 18 tháng 3, 1987 (32 tuổi)  | 33      | Al-Adalah         |
| 12 | TV | Hussein Shabani              | 26 tháng 9, 1990 (28 tuổi)  | 18      | Ethiopian Coffee  |
| 13 | TM | Justin Ndikumana             | 1 tháng 3, 1993 (26 tuổi)   | 0       | Sofapaka          |
| 14 | HV | Omar Ngandu                  | 3 tháng 10, 1996 (22 tuổi)  | 6       | Kigali            |
| 15 | HV | Omar Moussa                  | 30 tháng 8, 1997 (21 tuổi)  | 14      | Sofapaka          |
| 16 | HV | David Nshimirimana           | 2 tháng 1, 1993 (26 tuổi)   | 26      | Mukura            |
| 17 | TĐ | Cédric Amissi                | 20 tháng 3, 1990 (29 tuổi)  | 39      | Al-Taawoun        |
| 18 | TĐ | Saido Berahino               | 4 tháng 8, 1993 (25 tuổi)   | 5       | Stoke City        |
| 19 | HV | Frédéric Nsabiyumva          | 26 tháng 4, 1995 (24 tuổi)  | 25      | Chippa United     |
| 20 | TĐ | Francis Mustafa              | 3 tháng 5, 1996 (23 tuổi)   | 0       | Gor Mahia         |
| 21 | TĐ | Mohamed Amissi               | 3 tháng 8, 2000 (18 tuổi)   | 0       | NAC Breda         |
| 22 | HV | Christophe Nduwarugira       | 22 tháng 6, 1994 (24 tuổi)  | 26      | Amora             |
| 23 | TM | MacArthur Arakaza            | 27 tháng 7, 1995 (23 tuổi)  | 28      | Sofapaka          |

## Bảng C

### Senegal
Huấn luyện viên: Aliou Cissé
Senegal's 25-man preliminary squad was announced on ngày 31 tháng 5 năm 2019. The final squad was announced on 13 June.
| Số | VT | Cầu thủ                    | Ngày sinh (tuổi)            | Trận | Bàn | Câu lạc bộ     |
| -- | -- | -------------------------- | --------------------------- | ---- | --- | -------------- |
| 1  | TM | Abdoulaye Diallo           | 30 tháng 3, 1992 (27 tuổi)  | 17   | 0   | Stade Rennais  |
| 2  | HV | Saliou Ciss                | 15 tháng 6, 1989 (30 tuổi)  | 17   | 0   | Valenciennes   |
| 3  | HV | Kalidou Koulibaly          | 20 tháng 6, 1991 (28 tuổi)  | 31   | 0   | Napoli         |
| 4  | HV | Pape Abou Cissé            | 14 tháng 9, 1995 (23 tuổi)  | 3    | 1   | Olympiacos     |
| 5  | TV | Idrissa Gueye              | 26 tháng 9, 1989 (29 tuổi)  | 57   | 2   | Everton        |
| 6  | HV | Salif Sané                 | 25 tháng 8, 1990 (28 tuổi)  | 24   | 0   | Schalke 04     |
| 7  | TĐ | Moussa Konaté              | 3 tháng 4, 1993 (26 tuổi)   | 29   | 11  | Amiens         |
| 8  | TV | Cheikhou Kouyaté (captain) | 21 tháng 12, 1989 (29 tuổi) | 47   | 2   | Crystal Palace |
| 9  | TĐ | M'Baye Niang               | 19 tháng 12, 1994 (24 tuổi) | 14   | 4   | Stade Rennais  |
| 10 | TĐ | Sadio Mané                 | 10 tháng 4, 1992 (27 tuổi)  | 56   | 15  | Liverpool      |
| 11 | TĐ | Keita Baldé                | 8 tháng 3, 1995 (24 tuổi)   | 24   | 4   | Internazionale |
| 12 | HV | Youssouf Sabaly            | 5 tháng 3, 1993 (26 tuổi)   | 11   | 0   | Bordeaux       |
| 13 | TV | Alfred N'Diaye             | 6 tháng 3, 1990 (29 tuổi)   | 25   | 0   | Málaga         |
| 14 | TV | Henri Saivet               | 26 tháng 10, 1990 (28 tuổi) | 20   | 1   | Bursaspor      |
| 15 | TV | Krépin Diatta              | 25 tháng 2, 1999 (20 tuổi)  | 2    | 0   | Club Brugge    |
| 16 | TM | Edouard Mendy              | 1 tháng 3, 1992 (27 tuổi)   | 2    | 0   | Stade Reims    |
| 17 | TV | Badou Ndiaye               | 27 tháng 10, 1990 (28 tuổi) | 19   | 1   | Galatasaray    |
| 18 | TĐ | Ismaïla Sarr               | 25 tháng 2, 1998 (21 tuổi)  | 20   | 3   | Stade Rennais  |
| 19 | TĐ | Mbaye Diagne               | 28 tháng 10, 1991 (27 tuổi) | 4    | 0   | Galatasaray    |
| 20 | TĐ | Sada Thioub                | 1 tháng 6, 1995 (24 tuổi)   | 2    | 0   | Nîmes          |
| 21 | HV | Lamine Gassama             | 20 tháng 10, 1989 (29 tuổi) | 35   | 0   | Göztepe        |
| 22 | HV | Moussa Wagué               | 4 tháng 10, 1998 (20 tuổi)  | 13   | 1   | Barcelona      |
| 23 | TM | Alfred Gomis               | 5 tháng 9, 1993 (25 tuổi)   | 5    | 0   | SPAL           |

### Algeria
Huấn luyện viên: Djamel Belmadi
Algeria's final squad was announced on ngày 30 tháng 5 năm 2019, with no preliminary squad released prior to it. Haris Belkebla was excluded from the squad for disciplinary reasons and was replaced by Andy Delort on 13 June.
| Số | Vt | Cầu thủ                | Ngày sinh (tuổi)            | Số trận | Câu lạc bộ        |
| -- | -- | ---------------------- | --------------------------- | ------- | ----------------- |
| 1  | TM | Azzedine Doukha        | 5 tháng 8, 1986 (32 tuổi)   | 13      | Al-Raed           |
| 2  | HV | Aïssa Mandi            | 22 tháng 10, 1991 (27 tuổi) | 43      | Real Betis        |
| 3  | HV | Mehdi Tahrat           | 24 tháng 1, 1990 (29 tuổi)  | 6       | Lens              |
| 4  | HV | Djamel Benlamri        | 25 tháng 12, 1989 (29 tuổi) | 2       | Al-Shabab         |
| 5  | HV | Rafik Halliche         | 2 tháng 9, 1986 (32 tuổi)   | 38      | Moreirense        |
| 6  | HV | Mohamed Farès          | 15 tháng 2, 1996 (23 tuổi)  | 5       | SPAL              |
| 7  | TV | Riyad Mahrez (captain) | 21 tháng 2, 1991 (28 tuổi)  | 44      | Manchester City   |
| 8  | TĐ | Youcef Belaïli         | 14 tháng 3, 1992 (27 tuổi)  | 5       | ES Tunis          |
| 9  | TĐ | Baghdad Bounedjah      | 30 tháng 11, 1991           | 20      | Al-Sadd           |
| 10 | TV | Sofiane Feghouli       | 26 tháng 12, 1989 (29 tuổi) | 50      | Galatasaray       |
| 11 | TV | Yacine Brahimi         | 8 tháng 2, 1990 (29 tuổi)   | 45      | Porto             |
| 12 | TV | Adam Ounas             | 11 tháng 11, 1996 (22 tuổi) | 5       | Napoli            |
| 13 | TĐ | Islam Slimani          | 18 tháng 6, 1988 (31 tuổi)  | 61      | Fenerbahçe        |
| 14 | TV | Hicham Boudaoui        | 23 tháng 9, 1999 (19 tuổi)  | 2       | Paradou AC        |
| 15 | TĐ | Andy Delort            | 9 tháng 10, 1991 (27 tuổi)  | 0       | Montpellier       |
| 16 | TM | Alexandre Oukidja      | 19 tháng 7, 1988 (30 tuổi)  | 1       | Metz              |
| 17 | TV | Adlène Guedioura       | 12 tháng 11, 1985 (33 tuổi) | 41      | Nottingham Forest |
| 18 | HV | Mehdi Zeffane          | 19 tháng 5, 1992 (27 tuổi)  | 11      | Rennes            |
| 19 | TV | Mehdi Abeid            | 6 tháng 8, 1992 (26 tuổi)   | 7       | Dijon             |
| 20 | HV | Youcef Attal           | 17 tháng 5, 1996 (23 tuổi)  | 7       | Nice              |
| 21 | HV | Ramy Bensebaini        | 16 tháng 4, 1995 (24 tuổi)  | 17      | Rennes            |
| 22 | TV | Ismaël Bennacer        | 1 tháng 12, 1997 (21 tuổi)  | 8       | Empoli            |
| 23 | TM | Raïs M'Bolhi           | 25 tháng 4, 1986 (33 tuổi)  | 59      | Al-Ettifaq        |

### Kenya
Huấn luyện viên:  Sébastien Migné
Kenya's 30-man preliminary squad was announced on ngày 14 tháng 5 năm 2019. The final squad was announced on 11 June.
| Số | Vt | Cầu thủ                  | Ngày sinh (tuổi)            | Số trận | Câu lạc bộ            |
| -- | -- | ------------------------ | --------------------------- | ------- | --------------------- |
| 1  | TM | Farouk Shikalo           | 10 tháng 12, 1996 (22 tuổi) | 0       | Bandari               |
| 2  | HV | Joseph Okumu             | 26 tháng 5, 1997 (22 tuổi)  | 1       | Real Monarchs         |
| 3  | HV | Aboud Omar               | 9 tháng 9, 1992 (26 tuổi)   | 33      | Sepsi Sfântu Gheorghe |
| 4  | HV | Joash Onyango            | 31 tháng 1, 1993 (26 tuổi)  | 5       | Gor Mahia             |
| 5  | HV | Musa Mohammed            | 6 tháng 6, 1991 (28 tuổi)   | 35      | Nkana                 |
| 6  | HV | Bernard Ochieng          | 25 tháng 1, 1996 (23 tuổi)  | 2       | Vihiga United         |
| 7  | TV | Ayub Masika              | 10 tháng 9, 1992 (26 tuổi)  | 16      | Beijing Renhe         |
| 8  | TV | Johanna Omolo            | 31 tháng 7, 1989 (29 tuổi)  | 21      | Cercle Brugge         |
| 9  | TĐ | John Avire               | 12 tháng 3, 1997 (22 tuổi)  | 0       | Sofapaka              |
| 10 | TV | Eric Johanna             | 8 tháng 11, 1994 (24 tuổi)  | 23      | Brommapojkarna        |
| 11 | TV | Francis Kahata           | 4 tháng 7, 1992 (26 tuổi)   | 32      | Gor Mahia             |
| 12 | TV | Victor Wanyama (captain) | 25 tháng 6, 1991 (27 tuổi)  | 53      | Tottenham Hotspur     |
| 13 | HV | Erick Ouma Otieno        | 27 tháng 9, 1996 (22 tuổi)  | 18      | Vasalund              |
| 14 | TĐ | Michael Olunga           | 26 tháng 3, 1994 (25 tuổi)  | 31      | Kashiwa Reysol        |
| 15 | HV | David Owino              | 5 tháng 4, 1988 (31 tuổi)   | 52      | ZESCO United          |
| 16 | TV | Paul Were                | 8 tháng 10, 1993 (25 tuổi)  | 32      | Trikala               |
| 17 | TV | Ismael Athuman           | 1 tháng 2, 1995 (24 tuổi)   | 9       | Las Palmas Atlético   |
| 18 | TM | Patrick Matasi           | 11 tháng 12, 1987 (31 tuổi) | 19      | Saint George          |
| 19 | TV | Ovella Ochieng           | 23 tháng 12, 1999 (19 tuổi) | 15      | Vasalund              |
| 20 | HV | Philemon Otieno          | 18 tháng 10, 1992 (26 tuổi) | 6       | Gor Mahia             |
| 21 | TV | Dennis Odhiambo          | 18 tháng 3, 1985 (34 tuổi)  | 27      | Sofapaka              |
| 22 | TĐ | Masoud Juma              | 3 tháng 2, 1996 (23 tuổi)   | 6       | Al-Nasr               |
| 23 | TM | John Oyemba              | 3 tháng 6, 1993 (26 tuổi)   | 0       | Kariobangi Sharks     |

### Tanzania
Coach:  Emmanuel Amunike
Tanzania's 39-man preliminary squad was announced on ngày 2 tháng 5 năm 2019. The final squad was announced on 13 June.
| Số | VT | Cầu thủ                  | Ngày sinh (tuổi)            | Trận | Bàn | Câu lạc bộ                |
| -- | -- | ------------------------ | --------------------------- | ---- | --- | ------------------------- |
| 1  | TM | Aron Kalambo             | 13 tháng 7, 1994 (24 tuổi)  | 0    | 0   | Tanzania Prisons          |
| 2  | HV | Gadiel Kamagi            | 12 tháng 9, 1996 (22 tuổi)  | 21   | 0   | Young Africans            |
| 3  | TV | Feisal Salum             | 11 tháng 1, 1998 (21 tuổi)  | 4    | 0   | Young Africans            |
| 4  | TV | Erasto Nyoni             | 7 tháng 5, 1988 (31 tuổi)   | 79   | 5   | Simba                     |
| 5  | HV | Kelvin Yondan            | 9 tháng 10, 1984 (34 tuổi)  | 69   | 0   | Young Africans            |
| 6  | HV | David Mwantika           | 21 tháng 12, 1988 (30 tuổi) | 4    | 0   | Azam                      |
| 7  | TV | Himid Mao                | 5 tháng 11, 1992 (26 tuổi)  | 46   | 1   | Petrojet                  |
| 8  | TV | Frank Domayo             | 16 tháng 2, 1993 (26 tuổi)  | 33   | 0   | Azam                      |
| 9  | TĐ | Adi Yussuf               | 20 tháng 2, 1992 (27 tuổi)  | 0    | 0   | Blackpool                 |
| 10 | TĐ | Mbwana Samatta (captain) | 23 tháng 12, 1992 (26 tuổi) | 47   | 17  | Genk                      |
| 11 | TĐ | Thomas Ulimwengu         | 14 tháng 6, 1993 (26 tuổi)  | 45   | 7   | JS Saoura                 |
| 12 | TĐ | Simon Msuva              | 2 tháng 10, 1993 (25 tuổi)  | 48   | 8   | Difaâ El Jadidi           |
| 13 | TM | Metacha Mnata            | 25 tháng 11, 1998 (20 tuổi) | 0    | 0   | Mbao                      |
| 14 | TĐ | Raphael Bocco            | 5 tháng 8, 1989 (29 tuổi)   | 61   | 14  | Simba                     |
| 15 | HV | Mohamed Husseini         | 1 tháng 11, 1996 (22 tuổi)  | 12   | 0   | Simba                     |
| 16 | TĐ | Rashid Mandawa           | 5 tháng 5, 1994 (25 tuổi)   | 5    | 0   | Botswana Defence Force XI |
| 17 | TĐ | Faridi Mussa             | 21 tháng 6, 1996 (23 tuổi)  | 18   | 0   | Tenerife B                |
| 18 | TM | Aishi Manula             | 13 tháng 9, 1995 (23 tuổi)  | 28   | 0   | Simba                     |
| 19 | HV | Vicent Philipo           | 1 tháng 2, 1996 (23 tuổi)   | 0    | 0   | Mbao                      |
| 20 | HV | Ally Mtoni               | 13 tháng 3, 1993 (26 tuổi)  | 2    | 0   | Lipuli                    |
| 21 | TĐ | Yahya Zayd               | 10 tháng 3, 1998 (21 tuổi)  | 4    | 0   | Ismaily                   |
| 22 | TV | Hassan Kessy             | 25 tháng 12, 1994 (24 tuổi) | 8    | 0   | Nkana                     |
| 23 | TV | Mudathir Yahya           | 6 tháng 5, 1996 (23 tuổi)   | 13   | 0   | Azam                      |

## Bảng D

### Maroc
Huấn luyện viên:  Hervé Renard
A 27-man provisional squad was announced on ngày 27 tháng 5 năm 2019. Anas Zniti replaced Abdelali Mhamdi on 5 June due to injury.
The final squad was announced on ngày 11 tháng 6 năm 2019.
On ngày 19 tháng 6 năm 2019 it was announced that Abdelkrim Baadi will officially replace Abderrazak Hamdallah injured.
| Số | Vt | Cầu thủ                 | Ngày sinh (tuổi)            | Số trận | Câu lạc bộ              |
| -- | -- | ----------------------- | --------------------------- | ------- | ----------------------- |
| 1  | TM | Yassine Bounou          | 5 tháng 4, 1991 (28 tuổi)   | 15      | Girona                  |
| 2  | HV | Achraf Hakimi           | 4 tháng 11, 1998 (20 tuổi)  | 19      | Borussia Dortmund       |
| 3  | HV | Noussair Mazraoui       | 14 tháng 11, 1997 (21 tuổi) | 4       | Ajax                    |
| 4  | HV | Manuel da Costa         | 6 tháng 5, 1986 (33 tuổi)   | 36      | Al-Ittihad              |
| 5  | HV | Medhi Benatia (captain) | 17 tháng 4, 1987 (32 tuổi)  | 62      | Al-Duhail               |
| 6  | HV | Romain Saïss            | 26 tháng 3, 1990 (29 tuổi)  | 33      | Wolverhampton Wanderers |
| 7  | TV | Hakim Ziyech            | 19 tháng 3, 1993 (26 tuổi)  | 23      | Ajax                    |
| 8  | TV | Karim El Ahmadi         | 27 tháng 1, 1985 (34 tuổi)  | 61      | Al-Ittihad              |
| 9  | TV | Sofiane Boufal          | 17 tháng 9, 1993 (25 tuổi)  | 9       | Celta Vigo              |
| 10 | TV | Younès Belhanda         | 25 tháng 2, 1990 (29 tuổi)  | 53      | Galatasaray             |
| 11 | TV | Fayçal Fajr             | 1 tháng 8, 1988 (30 tuổi)   | 31      | Caen                    |
| 12 | TM | Munir Mohand Mohamedi   | 10 tháng 5, 1989 (30 tuổi)  | 34      | Málaga                  |
| 13 | TĐ | Khalid Boutaïb          | 24 tháng 4, 1987 (32 tuổi)  | 22      | Zamalek                 |
| 14 | TV | Mbark Boussoufa         | 15 tháng 8, 1984 (34 tuổi)  | 66      | Al-Shabab               |
| 15 | TV | Youssef Aït Bennasser   | 7 tháng 7, 1996 (22 tuổi)   | 19      | Saint-Étienne           |
| 16 | TĐ | Nordin Amrabat          | 31 tháng 3, 1987 (32 tuổi)  | 52      | Al-Nassr                |
| 17 | HV | Nabil Dirar             | 25 tháng 2, 1986 (33 tuổi)  | 39      | Fenerbahçe              |
| 18 | TV | Mehdi Bourabia          | 8 tháng 7, 1991 (27 tuổi)   | 3       | Sassuolo                |
| 19 | TĐ | Youssef En-Nesyri       | 1 tháng 6, 1997 (22 tuổi)   | 22      | Leganés                 |
| 20 | TĐ | Oussama Idrissi         | 26 tháng 2, 1996 (23 tuổi)  | 2       | AZ                      |
| 21 | HV | Yunis Abdelhamid        | 28 tháng 9, 1987 (31 tuổi)  | 4       | Reims                   |
| 22 | TM | Ahmed Reda Tagnaouti    | 5 tháng 4, 1996 (23 tuổi)   | 2       | Wydad Casablanca        |
| 23 | HV | Abdelkrim Baadi         | 14 tháng 4, 1996 (23 tuổi)  | 2       | Hassania Agadir         |

### Bờ Biển Ngà
Huấn luyện viên: Ibrahim Kamara
| Số | Vt | Cầu thủ                | Ngày sinh (tuổi)            | Số trận | Câu lạc bộ        |
| -- | -- | ---------------------- | --------------------------- | ------- | ----------------- |
| 1  | TM | Tape Ira Eliezer       | 31 tháng 8, 1997 (21 tuổi)  | 0       | San Pedro         |
| 2  | HV | Wonlo Coulibaly        | 22 tháng 12, 1991 (27 tuổi) | 1       | ASEC Mimosas      |
| 3  | HV | Souleyman Doumbia      | 24 tháng 9, 1996 (22 tuổi)  | 0       | Rennes            |
| 4  | HV | Jean-Philippe Gbamin   | 25 tháng 9, 1995 (23 tuổi)  | 6       | Mainz 05          |
| 5  | HV | Wilfried Kanon         | 6 tháng 7, 1993 (25 tuổi)   | 35      | ADO Den Haag      |
| 6  | HV | Ismaël Traoré          | 18 tháng 8, 1986 (32 tuổi)  | 5       | Angers            |
| 7  | TV | Victorien Angban       | 29 tháng 9, 1996 (22 tuổi)  | 8       | Metz              |
| 8  | TV | Franck Kessié          | 19 tháng 12, 1996 (22 tuổi) | 28      | Milan             |
| 9  | TĐ | Wilfried Zaha          | 10 tháng 11, 1992 (26 tuổi) | 9       | Crystal Palace    |
| 10 | TV | Jean Michaël Seri      | 19 tháng 7, 1991 (27 tuổi)  | 23      | Fulham            |
| 11 | TĐ | Maxwel Cornet          | 27 tháng 9, 1996 (22 tuổi)  | 10      | Lyon              |
| 12 | TĐ | Wilfried Bony          | 10 tháng 12, 1988 (30 tuổi) | 52      | Al-Arabi          |
| 13 | TĐ | Roger Assalé           | 13 tháng 11, 1993 (25 tuổi) | 14      | Young Boys        |
| 14 | TĐ | Jonathan Kodjia        | 22 tháng 10, 1989 (29 tuổi) | 17      | Aston Villa       |
| 15 | TV | Max Gradel             | 30 tháng 11, 1987 (31 tuổi) | 65      | Toulouse          |
| 16 | TM | Sylvain Gbohouo        | 29 tháng 10, 1988 (30 tuổi) | 40      | Mazembe           |
| 17 | HV | Serge Aurier (captain) | 24 tháng 12, 1992 (26 tuổi) | 52      | Tottenham Hotspur |
| 18 | TV | Ibrahim Sangaré        | 2 tháng 12, 1997 (21 tuổi)  | 2       | Toulouse          |
| 19 | TĐ | Nicolas Pépé           | 20 tháng 5, 1995 (24 tuổi)  | 11      | Lille             |
| 20 | TV | Serey Dié              | 7 tháng 11, 1984 (34 tuổi)  | 44      | Neuchâtel Xamax   |
| 21 | HV | Cheick Comara          | 14 tháng 10, 1993 (25 tuổi) | 9       | Wydad Casablanca  |
| 22 | HV | Mamadou Bagayoko       | 31 tháng 12, 1989 (29 tuổi) | 8       | Red Star          |
| 23 | TM | Badra Ali Sangaré      | 30 tháng 5, 1986 (33 tuổi)  | 13      | Free State Stars  |

### Nam Phi
Huấn luyện viên:  Stuart Baxter
A 23-man final squad was announced on ngày 9 tháng 6 năm 2019.
| Số | Vt | Cầu thủ                      | Ngày sinh (tuổi)            | Số trận | Câu lạc bộ           |
| -- | -- | ---------------------------- | --------------------------- | ------- | -------------------- |
| 1  | TM | Darren Keet                  | 5 tháng 8, 1989 (29 tuổi)   | 9       | Bidvest Wits         |
| 2  | HV | Buhle Mkhwanazi              | 1 tháng 2, 1990 (29 tuổi)   | 15      | Bidvest Wits         |
| 3  | HV | Innocent Maela               | 14 tháng 8, 1992 (26 tuổi)  | 3       | Orlando Pirates      |
| 4  | HV | Daniel Cardoso               | 6 tháng 10, 1988 (30 tuổi)  | 1       | Kaizer Chiefs        |
| 5  | HV | Thamsanqa Mkhize             | 18 tháng 8, 1988 (30 tuổi)  | 6       | Cape Town City       |
| 6  | HV | Ramahlwe Mphahlele           | 1 tháng 2, 1990 (29 tuổi)   | 14      | Kaizer Chiefs        |
| 7  | TĐ | Lebohang Maboe               | 17 tháng 9, 1994 (24 tuổi)  | 7       | Mamelodi Sundowns    |
| 8  | TV | Bongani Zungu                | 9 tháng 10, 1992 (26 tuổi)  | 24      | Amiens               |
| 9  | TĐ | Lebo Mothiba                 | 28 tháng 1, 1996 (23 tuổi)  | 7       | Strasbourg           |
| 10 | TV | Thulani Serero               | 4 tháng 11, 1990 (28 tuổi)  | 40      | Vitesse              |
| 11 | TV | Themba Zwane                 | 3 tháng 8, 1989 (29 tuổi)   | 16      | Mamelodi Sundowns    |
| 12 | TV | Kamohelo Mokotjo             | 11 tháng 3, 1991 (28 tuổi)  | 15      | Brentford            |
| 13 | TV | Samuel Mabunda               | 17 tháng 4, 1988 (31 tuổi)  | 9       | Mamelodi Sundowns    |
| 14 | HV | Thulani Hlatshwayo (captain) | 18 tháng 12, 1989 (29 tuổi) | 40      | Bidvest Wits         |
| 15 | TV | Dean Furman                  | 22 tháng 6, 1988 (30 tuổi)  | 49      | SuperSport United    |
| 16 | TM | Bruce Bvuma                  | 13 tháng 5, 1995 (24 tuổi)  | 0       | Kaizer Chiefs        |
| 17 | TV | Sibusiso Vilakazi            | 29 tháng 12, 1989 (29 tuổi) | 32      | Mamelodi Sundowns    |
| 18 | HV | Sifiso Hlanti                | 1 tháng 5, 1990 (29 tuổi)   | 13      | Bidvest Wits         |
| 19 | TĐ | Percy Tau                    | 13 tháng 5, 1994 (25 tuổi)  | 18      | Union Saint-Gilloise |
| 20 | TV | Hlompho Kekana               | 23 tháng 5, 1985 (34 tuổi)  | 26      | Mamelodi Sundowns    |
| 21 | TĐ | Lars Veldwijk                | 21 tháng 8, 1991 (27 tuổi)  | 2       | Sparta Rotterdam     |
| 22 | TM | Ronwen Williams              | 21 tháng 1, 1992 (27 tuổi)  | 5       | SuperSport United    |
| 23 | TĐ | Thembinkosi Lorch            | 22 tháng 7, 1993 (25 tuổi)  | 4       | Orlando Pirates      |

### Namibia
Huấn luyện viên: Ricardo Mannetti
A 23-man final squad was announced on ngày 10 tháng 6 năm 2019.
| Số | Vt | Cầu thủ                    | Ngày sinh (tuổi)            | Số trận | Câu lạc bộ           |
| -- | -- | -------------------------- | --------------------------- | ------- | -------------------- |
| 1  | TM | Maximilian Mbaeva          | 14 tháng 4, 1989 (30 tuổi)  | 21      | Golden Arrows        |
| 2  | HV | Denzil Hoaseb              | 25 tháng 2, 1991 (28 tuổi)  | 57      | Highlands Park       |
| 3  | HV | Ananias Gebhardt           | 8 tháng 9, 1988 (30 tuổi)   | 42      | Baroka               |
| 4  | HV | Riaan Hanamub              | 8 tháng 2, 1995 (24 tuổi)   | 19      | Jomo Cosmos          |
| 5  | HV | Charles Hambira            | 3 tháng 6, 1990 (29 tuổi)   | 12      | Tura Magic           |
| 6  | TV | Larry Horaeb               | 12 tháng 11, 1991 (27 tuổi) | 44      | Tura Magic           |
| 7  | TV | Hotto Kavendji             | 29 tháng 10, 1991 (27 tuổi) | 44      | Bidvest Wits         |
| 8  | TV | Willy Stephanus            | 26 tháng 6, 1991 (27 tuổi)  | 44      | Lusaka Dynamos       |
| 9  | TĐ | Benson Shilongo            | 18 tháng 5, 1992 (27 tuổi)  | 26      | Ismaily              |
| 10 | TĐ | Manfred Starke             | 21 tháng 2, 1991 (28 tuổi)  | 3       | Carl Zeiss Jena      |
| 11 | TV | Absalom Iimbondi           | 11 tháng 10, 1991 (27 tuổi) | 23      | United Africa Tigers |
| 12 | TV | Ronald Ketjijere (captain) | 12 tháng 12, 1987 (31 tuổi) | 64      | African Stars        |
| 13 | TĐ | Peter Shalulile            | 23 tháng 3, 1993 (26 tuổi)  | 27      | Highlands Park       |
| 14 | TV | Joslin Kamatuka            | 22 tháng 7, 1991 (27 tuổi)  | 7       | Cape Umoya United    |
| 15 | TV | Marcel Papama              | 28 tháng 4, 1996 (23 tuổi)  | 5       | African Stars        |
| 16 | TM | Ratanda Mbazuvara          | 15 tháng 8, 1989 (29 tuổi)  | 1       | African Stars        |
| 17 | TĐ | Itamunua Keimuine          | 1 tháng 5, 1993 (26 tuổi)   | 28      | Dire Dawa City       |
| 18 | TĐ | Isaskar Gurirab            | 3 tháng 1, 1998 (21 tuổi)   | 2       | Life Fighters        |
| 19 | TV | Petrus Shitembi            | 11 tháng 5, 1992 (27 tuổi)  | 61      | Lusaka Dynamos       |
| 20 | HV | Ivan Kamberipa             | 3 tháng 2, 1994 (25 tuổi)   | 2       | African Stars        |
| 21 | TV | Dynamo Fredericks          | 4 tháng 4, 1992 (27 tuổi)   | 21      | Black Africa         |
| 22 | HV | Ryan Nyambe                | 4 tháng 12, 1997 (21 tuổi)  | 0       | Blackburn Rovers     |
| 23 | TM | Lloyd Kazapua              | 25 tháng 3, 1989 (30 tuổi)  | 14      | Maccabi              |

## Bảng E

### Tunisia
Huấn luyện:  Alain Giresse
The following players were called up for the 2019 Africa Cup of Nations.
| Số | Vt | Cầu thủ                  | Ngày sinh (tuổi)            | Số trận | Câu lạc bộ       |
| -- | -- | ------------------------ | --------------------------- | ------- | ---------------- |
| 1  | TM | Farouk Ben Mustapha      | 1 tháng 7, 1989 (29 tuổi)   | 24      | Al-Shabab        |
| 2  | TV | Wajdi Kechrida           | 5 tháng 11, 1995 (23 tuổi)  | 1       | ES Sahel         |
| 3  | HV | Dylan Bronn              | 19 tháng 6, 1995 (24 tuổi)  | 11      | Gent             |
| 4  | HV | Yassine Meriah           | 2 tháng 7, 1993 (25 tuổi)   | 28      | Olympiacos       |
| 5  | HV | Oussama Haddadi          | 28 tháng 1, 1992 (27 tuổi)  | 15      | Dijon            |
| 6  | HV | Rami Bedoui              | 19 tháng 1, 1990 (29 tuổi)  | 14      | Al-Fayha         |
| 7  | TV | Youssef Msakni (captain) | 28 tháng 10, 1990 (28 tuổi) | 49      | Eupen            |
| 8  | TĐ | Firas Chaouat            | 8 tháng 5, 1996 (23 tuổi)   | 4       | CS Sfaxien       |
| 9  | TV | Anice Badri              | 18 tháng 9, 1990 (28 tuổi)  | 15      | ES Tunis         |
| 10 | TĐ | Wahbi Khazri             | 8 tháng 2, 1991 (28 tuổi)   | 43      | Saint-Étienne    |
| 11 | TĐ | Taha Yassine Khenissi    | 6 tháng 1, 1992 (27 tuổi)   | 23      | ES Tunis         |
| 12 | HV | Karim Aouadhi            | 2 tháng 5, 1988 (31 tuổi)   | 10      | ES Sahel         |
| 13 | TV | Ferjani Sassi            | 18 tháng 3, 1992 (27 tuổi)  | 45      | Zamalek          |
| 14 | HV | Mohamed Dräger           | 25 tháng 6, 1996 (22 tuổi)  | 4       | Paderborn 07     |
| 15 | TV | Marc Lamti               | 28 tháng 1, 2001 (18 tuổi)  | 1       | Bayer Leverkusen |
| 16 | TM | Mouez Hassen             | 5 tháng 3, 1995 (24 tuổi)   | 5       | Nice             |
| 17 | TV | Ellyes Skhiri            | 10 tháng 5, 1995 (24 tuổi)  | 14      | Montpellier      |
| 18 | TV | Bassem Srarfi            | 25 tháng 6, 1997 (21 tuổi)  | 12      | Nice             |
| 19 | TV | Ayman Ben Mohamed        | 8 tháng 12, 1994 (24 tuổi)  | 2       | ES Tunis         |
| 20 | TV | Ghailene Chaalali        | 28 tháng 2, 1994 (25 tuổi)  | 8       | ES Tunis         |
| 21 | HV | Nassim Hnid              | 12 tháng 3, 1997 (22 tuổi)  | 1       | CS Sfaxien       |
| 22 | TM | Moez Ben Cherifia        | 24 tháng 6, 1991 (27 tuổi)  | 17      | ES Tunis         |
| 23 | TV | Naïm Sliti               | 27 tháng 7, 1992 (26 tuổi)  | 30      | Dijon            |

### Mali
Huấn luyện: Mohamed Magassouba
The final squad was announced on ngày 15 tháng 6 năm 2019.. Two players named Adama Traoré were selected; to avoid confusion, the older player from US Orléans was widely known as Adama Traoré I and the younger of Cercle Brugge as Adama Traoré II.
| Số | Vt | Cầu thủ                  | Ngày sinh (tuổi)            | Số trận | Câu lạc bộ           |
| -- | -- | ------------------------ | --------------------------- | ------- | -------------------- |
| 1  | TM | Ibrahim Mounkoro         | 23 tháng 2, 1990 (29 tuổi)  | 0       | TP Mazembe           |
| 2  | HV | Hamari Traoré            | 27 tháng 1, 1992 (27 tuổi)  | 18      | Rennes               |
| 3  | HV | Youssouf Koné            | 5 tháng 7, 1995 (23 tuổi)   | 12      | Lille                |
| 4  | TV | Amadou Haidara           | 31 tháng 1, 1998 (21 tuổi)  | 6       | RB Leipzig           |
| 5  | HV | Kiki Kouyaté             | 15 tháng 4, 1997 (22 tuổi)  | 1       | Troyes               |
| 6  | HV | Massadio Haïdara         | 2 tháng 12, 1992 (26 tuổi)  | 1       | Lens                 |
| 7  | TV | Moussa Doumbia           | 15 tháng 8, 1994 (24 tuổi)  | 17      | Reims                |
| 8  | TV | Diadie Samassékou        | 11 tháng 1, 1996 (23 tuổi)  | 8       | Red Bull Salzburg    |
| 9  | TĐ | Moussa Marega            | 14 tháng 4, 1991 (28 tuổi)  | 20      | Porto                |
| 10 | TĐ | Kalifa Coulibaly         | 21 tháng 8, 1991 (27 tuổi)  | 14      | Nantes               |
| 11 | TV | Lassana Coulibaly        | 10 tháng 4, 1996 (23 tuổi)  | 14      | Rangers              |
| 12 | TĐ | Sékou Koïta              | 28 tháng 11, 1999 (19 tuổi) | 0       | Wolfsberg            |
| 13 | HV | Molla Wagué              | 21 tháng 2, 1991 (28 tuổi)  | 30      | Nottingham Forest    |
| 14 | TV | Adama Traoré I           | 5 tháng 6, 1995 (24 tuổi)   | 19      | Orléans              |
| 15 | HV | Mamadou Fofana           | 21 tháng 1, 1998 (21 tuổi)  | 9       | Metz                 |
| 16 | TM | Djigui Diarra            | 27 tháng 2, 1995 (24 tuổi)  | 25      | Stade Malien         |
| 17 | HV | Falaye Sacko             | 1 tháng 5, 1995 (24 tuổi)   | 8       | Vitória de Guimarães |
| 18 | TV | Cheick Doucouré          | 8 tháng 1, 2000 (19 tuổi)   | 2       | Lens                 |
| 19 | TV | Moussa Djenepo           | 15 tháng 6, 1998 (21 tuổi)  | 9       | Standard Liège       |
| 20 | TĐ | Adama Niane              | 16 tháng 6, 1993 (26 tuổi)  | 5       | Charleroi            |
| 21 | TV | Adama Traoré II          | 28 tháng 6, 1995 (23 tuổi)  | 8       | Cercle Brugge        |
| 22 | TM | Adama Kéïta              | 3 tháng 5, 1990 (29 tuổi)   | 1       | Djoliba              |
| 23 | TĐ | Abdoulay Diaby (captain) | 21 tháng 5, 1991 (28 tuổi)  | 17      | Sporting CP          |

### Mauritania
Coach:  Corentin Martins
| Số | Vt | Cầu thủ              | Ngày sinh (tuổi)            | Số trận | Câu lạc bộ       |
| -- | -- | -------------------- | --------------------------- | ------- | ---------------- |
| 1  | TM | Brahim Souleymane    | 30 tháng 12, 1986 (32 tuổi) | 23      | ACS Ksar         |
| 2  | HV | Moustapha Diaw       | 31 tháng 12, 1996 (22 tuổi) | 28      | Tevragh-Zeïna    |
| 3  | HV | Aly Abeid            | 11 tháng 12, 1997 (21 tuổi) | 28      | Alcorcón         |
| 4  | HV | Harouna Abou Demba   | 31 tháng 12, 1991 (27 tuổi) | 8       | Grenoble         |
| 5  | HV | Abdoul Ba (captain)  | 8 tháng 2, 1994 (25 tuổi)   | 28      | Auxerre          |
| 6  | TV | Khassa Camara        | 22 tháng 10, 1992 (26 tuổi) | 31      | Xanthi           |
| 7  | TĐ | Ismaël Diakité       | 13 tháng 12, 1991 (27 tuổi) | 42      | US Tataouine     |
| 8  | TV | Diallo Guidilèye     | 30 tháng 12, 1989 (29 tuổi) | 22      | Elazığspor       |
| 9  | TĐ | Hemeya Tanjy         | 1 tháng 5, 1998 (21 tuổi)   | 6       | Nouadhibou       |
| 10 | TĐ | Adama Ba             | 27 tháng 8, 1993 (25 tuổi)  | 23      | Giresunspor      |
| 11 | TĐ | Bessam               | 5 tháng 12, 1987 (31 tuổi)  | 47      | AS Gabès         |
| 12 | TV | Alassane Diop        | 22 tháng 9, 1997 (21 tuổi)  | 7       | Hajer            |
| 13 | HV | Sally Sarr           | 6 tháng 5, 1986 (33 tuổi)   | 12      | Servette         |
| 14 | TV | Mohamed Yali         | 1 tháng 11, 1997 (21 tuổi)  | 31      | DRB Tadjenanet   |
| 15 | HV | Bakary N'Diaye       | 26 tháng 11, 1998 (20 tuổi) | 16      | Difaâ El Jadidi  |
| 16 | TM | Namori Diaw          | 30 tháng 12, 1991 (27 tuổi) | 2       | ASC Kédia        |
| 17 | TĐ | Souleymane Anne      | 5 tháng 12, 1997 (21 tuổi)  | 1       | Aurillac Arpajon |
| 18 | TV | Moctar Sidi El Hacen | 31 tháng 12, 1997 (21 tuổi) | 35      | Valladolid       |
| 19 | TV | Ibréhima Coulibaly   | 30 tháng 7, 1989 (29 tuổi)  | 1       | Grenoble         |
| 20 | HV | Abdoulkader Thiam    | 3 tháng 10, 1998 (20 tuổi)  | 3       | Orléans          |
| 21 | HV | Diadié Diarra        | 23 tháng 1, 1993 (26 tuổi)  | 4       | Sedan            |
| 22 | TM | Babacar Diop         | 17 tháng 9, 1995 (23 tuổi)  | 1       | ASC Police       |
| 23 | TV | Silèye Gaye          | 13 tháng 9, 1991 (27 tuổi)  | 41      | Nouadhibou       |

### Angola
Huấn luyện:  Srđan Vasiljević
A 23-man final squad was announced on ngày 12 tháng 6 năm 2019.
| Số | Vt | Cầu thủ          | Ngày sinh (tuổi)            | Số trận | Câu lạc bộ          |
| -- | -- | ---------------- | --------------------------- | ------- | ------------------- |
| 1  | TM | Ndulo            | 1 tháng 6, 1996 (23 tuổi)   | 1       | Académica do Lobito |
| 2  | HV | Bruno Gaspar     | 21 tháng 4, 1993            | 0       | Sporting CP         |
| 3  | HV | Jonathan Buatu   | 27 tháng 9, 1993 (25 tuổi)  | 15      | Rio Ave             |
| 4  | TV | Show             | 6 tháng 3, 1999 (20 tuổi)   | 10      | 1° de Agosto        |
| 5  | HV | Dani Massunguna  | 1 tháng 5, 1986 (33 tuổi)   | 46      | 1° de Agosto        |
| 6  | HV | Wilson Gaspar    | 29 tháng 9, 1990 (28 tuổi)  | 13      | Petro de Luanda     |
| 7  | TĐ | Djalma           | 30 tháng 5, 1987 (32 tuổi)  | 46      | Alanyaspor          |
| 8  | HV | Paizo            | 10 tháng 5, 1992 (27 tuổi)  | 9       | 1° de Agosto        |
| 9  | TĐ | Fredy Kulembé    | 27 tháng 3, 1990 (29 tuổi)  | 21      | Antalyaspor         |
| 10 | TĐ | Gelson Dala      | 13 tháng 7, 1996 (22 tuổi)  | 22      | Rio Ave             |
| 11 | TĐ | Geraldo          | 23 tháng 11, 1991 (27 tuổi) | 20      | Al Ahly             |
| 12 | TM | Tony Cabaça      | 23 tháng 4, 1986 (33 tuổi)  | 1       | 1° de Agosto        |
| 13 | TV | José Macaia      | 24 tháng 3, 1994 (25 tuổi)  | 0       | 1° de Agosto        |
| 14 | TĐ | Mabululu         | 10 tháng 9, 1989 (29 tuổi)  | 7       | 1° de Agosto        |
| 15 | HV | Bastos           | 23 tháng 11, 1991 (27 tuổi) | 44      | Lazio               |
| 16 | TV | Stélvio          | 24 tháng 1, 1989 (30 tuổi)  | 10      | Dudelange           |
| 17 | TĐ | Mateus (captain) | 19 tháng 6, 1984 (35 tuổi)  | 59      | Boavista            |
| 18 | TV | Herenilson       | 26 tháng 8, 1996 (22 tuổi)  | 22      | Petro de Luanda     |
| 19 | TĐ | Evandro Brandão  | 7 tháng 5, 1991 (28 tuổi)   | 1       | Leixoes S.C.        |
| 20 | TĐ | Wilson Eduardo   | 8 tháng 7, 1990 (28 tuổi)   | 1       | Braga               |
| 21 | HV | Isaac Costa      | 25 tháng 4, 1991 (28 tuổi)  | 17      | 1° de Agosto        |
| 22 | TM | Landú            | 4 tháng 1, 1990 (29 tuổi)   | 34      | Interclube          |
| 23 | HV | Eddie Afonso     | 7 tháng 3, 1994 (25 tuổi)   | 11      | Petro de Luanda     |

## Bảng D

### Cameroon
Coach:  Clarence Seedorf
A 34-man provisional squad was announced on ngày 10 tháng 5 năm 2019. On 15 May, Jean-Charles Castelletto, Tristan Dingomé, Stève Mvoué were added to the provisional squad. The list was reduced to 29 names on ngày 10 tháng 6 năm 2019.
The final squad was announced on ngày 11 tháng 6 năm 2019.
| Số | Vt | Cầu thủ                            | Ngày sinh (tuổi)            | Số trận | Câu lạc bộ             |
| -- | -- | ---------------------------------- | --------------------------- | ------- | ---------------------- |
| 1  | TM | André Onana                        | 2 tháng 4, 1996 (23 tuổi)   | 9       | Ajax                   |
| 2  | HV | Collins Fai                        | 23 tháng 11, 1992 (26 tuổi) | 23      | Standard Liège         |
| 3  | HV | Gaëtan Bong                        | 25 tháng 4, 1988 (31 tuổi)  | 15      | Brighton & Hove Albion |
| 4  | HV | Banana Yaya                        | 29 tháng 7, 1991 (27 tuổi)  | 11      | Panionios              |
| 5  | HV | Michael Ngadeu-Ngadjui             | 23 tháng 11, 1990 (28 tuổi) | 25      | Slavia Prague          |
| 6  | HV | Ambroise Oyongo                    | 22 tháng 6, 1991 (27 tuổi)  | 37      | Montpellier            |
| 7  | TĐ | Clinton N'Jie                      | 15 tháng 8, 1993 (25 tuổi)  | 25      | Marseille              |
| 8  | TV | André-Frank Zambo Anguissa         | 16 tháng 11, 1995 (23 tuổi) | 16      | Fulham                 |
| 9  | TĐ | Stéphane Bahoken                   | 28 tháng 5, 1992 (27 tuổi)  | 5       | Angers                 |
| 10 | TV | Arnaud Djoum                       | 2 tháng 5, 1989 (30 tuổi)   | 19      | Heart of Midlothian    |
| 11 | TV | Christian Bassogog                 | 18 tháng 10, 1995 (23 tuổi) | 21      | Henan Jianye           |
| 12 | HV | Joyskim Dawa                       | 9 tháng 4, 1996 (23 tuổi)   | 1       | Mariupol               |
| 13 | TĐ | Eric Maxim Choupo-Moting (captain) | 23 tháng 3, 1989 (30 tuổi)  | 50      | Paris Saint-Germain    |
| 14 | TV | Georges Mandjeck                   | 9 tháng 12, 1988 (30 tuổi)  | 46      | Maccabi Haifa          |
| 15 | TV | Pierre Kunde                       | 26 tháng 7, 1995 (23 tuổi)  | 6       | Mainz 05               |
| 16 | TM | Fabrice Ondoa                      | 24 tháng 12, 1995 (23 tuổi) | 40      | Oostende               |
| 17 | TĐ | Karl Toko Ekambi                   | 14 tháng 9, 1992 (26 tuổi)  | 22      | Villarreal             |
| 18 | TĐ | Joel Tagueu                        | 6 tháng 11, 1993 (25 tuổi)  | 4       | Marítimo               |
| 19 | TĐ | Jacques Zoua                       | 6 tháng 9, 1991 (27 tuổi)   | 24      | Astra Giurgiu          |
| 20 | TV | Olivier Boumal                     | 17 tháng 9, 1989 (29 tuổi)  | 3       | Panionios              |
| 21 | TV | Wilfrid Kaptoum                    | 7 tháng 7, 1996 (22 tuổi)   | 0       | Real Betis             |
| 22 | HV | Jean-Armel Kana-Biyik              | 3 tháng 7, 1989 (29 tuổi)   | 6       | Kayserispor            |
| 23 | TM | Carlos Kameni                      | 18 tháng 2, 1984 (35 tuổi)  | 70      | Fenerbahçe             |

### Ghana
Huấn luyện viên: James Kwesi Appiah
The final squad was announced on ngày 10 tháng 6 năm 2019.
| Số | Vt | Cầu thủ               | Ngày sinh (tuổi)            | Số trận | Câu lạc bộ          |
| -- | -- | --------------------- | --------------------------- | ------- | ------------------- |
| 1  | TM | Richard Ofori         | 1 tháng 11, 1993 (25 tuổi)  | 15      | Maritzburg United   |
| 2  | HV | Joseph Larweh Attamah | 22 tháng 5, 1994 (25 tuổi)  | 5       | İstanbul Başakşehir |
| 3  | TĐ | Asamoah Gyan          | 22 tháng 11, 1985 (33 tuổi) | 106     | Kayserispor         |
| 4  | HV | Jonathan Mensah       | 13 tháng 7, 1990 (28 tuổi)  | 61      | Columbus Crew       |
| 5  | TV | Thomas Partey         | 13 tháng 6, 1993 (26 tuổi)  | 21      | Atlético Madrid     |
| 6  | TV | Afriyie Acquah        | 5 tháng 1, 1992 (27 tuổi)   | 34      | Empoli              |
| 7  | TV | Christian Atsu        | 10 tháng 1, 1992 (27 tuổi)  | 61      | Newcastle United    |
| 8  | TĐ | Owusu Kwabena         | 18 tháng 6, 1997 (22 tuổi)  | 0       | Salamanca           |
| 9  | TĐ | Jordan Ayew           | 11 tháng 9, 1991 (27 tuổi)  | 53      | Crystal Palace      |
| 10 | TV | André Ayew (captain)  | 17 tháng 12, 1989 (29 tuổi) | 81      | Fenerbahçe          |
| 11 | TV | Mubarak Wakaso        | 25 tháng 7, 1990 (28 tuổi)  | 54      | Alavés              |
| 12 | TM | Lawrence Ati-Zigi     | 29 tháng 11, 1996 (22 tuổi) | 3       | Sochaux             |
| 13 | TĐ | Caleb Ekuban          | 23 tháng 3, 1994 (25 tuổi)  | 2       | Trabzonspor         |
| 14 | HV | Lumor Agbenyenu       | 15 tháng 8, 1996 (22 tuổi)  | 12      | Göztepe             |
| 15 | HV | Kasim Nuhu            | 22 tháng 6, 1995 (23 tuổi)  | 6       | 1899 Hoffenheim     |
| 16 | TM | Felix Annan           | 22 tháng 11, 1994 (24 tuổi) | 1       | Asante Kotoko       |
| 17 | HV | Baba Rahman           | 2 tháng 7, 1994 (24 tuổi)   | 24      | Reims               |
| 18 | HV | Joseph Aidoo          | 29 tháng 9, 1995 (23 tuổi)  | 1       | Genk                |
| 19 | TV | Samuel Owusu          | 28 tháng 3, 1996 (23 tuổi)  | 0       | Čukarički           |
| 20 | TV | Kwadwo Asamoah        | 9 tháng 12, 1988 (30 tuổi)  | 71      | Internazionale      |
| 21 | HV | John Boye             | 23 tháng 4, 1987 (32 tuổi)  | 64      | Metz                |
| 22 | HV | Andy Yiadom           | 2 tháng 12, 1991 (27 tuổi)  | 5       | Reading             |
| 23 | TV | Thomas Agyepong       | 10 tháng 10, 1996 (22 tuổi) | 5       | Hibernian           |

### Benin
Huấn luyện:  Michel Dussuyer
Final 23-man squad.
| Số | Vt | Cầu thủ                      | Ngày sinh (tuổi)            | Số trận | Câu lạc bộ          |
| -- | -- | ---------------------------- | --------------------------- | ------- | ------------------- |
| 1  | TM | Fabien Farnolle              | 5 tháng 2, 1985 (34 tuổi)   | 23      | Malatyaspor         |
| 2  | HV | Séidou Barazé                | 20 tháng 10, 1990 (28 tuổi) | 16      | Yzeure              |
| 3  | HV | Khaled Adénon                | 28 tháng 7, 1985 (33 tuổi)  | 59      | Amiens              |
| 4  | TV | Tidjani Anaane               | 27 tháng 3, 1997 (22 tuổi)  | 1       | Ben Guerdane        |
| 5  | HV | Junior Salomon               | 8 tháng 4, 1986 (33 tuổi)   | 21      | Plateau United      |
| 6  | HV | Olivier Verdon               | 5 tháng 10, 1995 (23 tuổi)  | 10      | Sochaux-Montbéliard |
| 7  | TĐ | David Djigla                 | 23 tháng 8, 1995 (23 tuổi)  | 19      | Niort               |
| 8  | TV | Jordan Adéoti                | 12 tháng 3, 1989 (30 tuổi)  | 22      | Auxerre             |
| 9  | TĐ | Steve Mounié                 | 29 tháng 9, 1994 (24 tuổi)  | 14      | Huddersfield Town   |
| 10 | TĐ | Mickaël Poté                 | 24 tháng 9, 1984 (34 tuổi)  | 46      | Adana Demirspor     |
| 11 | HV | Emmanuel Imorou              | 16 tháng 9, 1988 (30 tuổi)  | 12      | Caen                |
| 12 | HV | David Kiki                   | 25 tháng 11, 1993 (25 tuổi) | 18      | Brest               |
| 13 | HV | Moise Adilehou               | 1 tháng 11, 1995 (23 tuổi)  | 3       | Levadiakos          |
| 14 | TĐ | Cebio Soukou                 | 2 tháng 10, 1992 (26 tuổi)  | 1       | Hansa Rostock       |
| 15 | TV | Sessi D'Almeida              | 20 tháng 11, 1995 (23 tuổi) | 5       | Yeovil Town         |
| 16 | TM | Saturnin Allagbé             | 22 tháng 11, 1993 (25 tuổi) | 13      | Niort               |
| 17 | TV | Stéphane Sessègnon (captain) | 1 tháng 6, 1984 (35 tuổi)   | 73      | Gençlerbirliği      |
| 18 | TV | Mama Séïbou                  | 28 tháng 12, 1995 (23 tuổi) | 22      | SC Toulon           |
| 19 | TĐ | Segbé Azankpo                | 6 tháng 5, 1993 (26 tuổi)   | 6       | FK Senica           |
| 20 | TĐ | Jodel Dossou                 | 17 tháng 3, 1992 (27 tuổi)  | 24      | Vaduz               |
| 21 | TV | Rodrigue Kossi               | 11 tháng 7, 2000 (18 tuổi)  | 0       | Club Africain       |
| 22 | HV | Rodrigue Fassinou            | 22 tháng 5, 1999 (20 tuổi)  | 11      | ASPAC               |
| 23 | TM | Chérif Dine Kakpo            | 1 tháng 12, 1997 (21 tuổi)  | 0       | Buffles             |

### Guinea-Bissau
Huấn luyện: Baciro Candé
Guinea-Bissau's 29-man preliminary squad was announced on ngày 3 tháng 6 năm 2019. The final squad was announced on 12 June.
| Số | VT | Cầu thủ           | Ngày sinh (tuổi)            | Trận | Bàn | Câu lạc bộ            |
| -- | -- | ----------------- | --------------------------- | ---- | --- | --------------------- |
| 1  | TM | Jonas Mendes      | 20 tháng 11, 1989 (29 tuổi) | 29   | 0   | Académico de Viseu    |
| 2  | HV | Eliseu Cassamá    | 6 tháng 2, 1994 (25 tuổi)   | 6    | 0   | Rio Ave               |
| 3  | TV | Burá              | 22 tháng 12, 1995 (23 tuổi) | 2    | 0   | Desportivo das Aves   |
| 4  | HV | Marcelo Djaló     | 8 tháng 10, 1993 (25 tuổi)  | 0    | 0   | Fulham                |
| 5  | HV | Rudinilson Silva  | 20 tháng 8, 1994 (24 tuổi)  | 14   | 0   | Kauno Žalgiris        |
| 6  | HV | Tomás Dabó        | 20 tháng 10, 1993 (25 tuổi) | 6    | 0   | Rieti                 |
| 7  | TV | Zezinho (captain) | 23 tháng 9, 1992 (26 tuổi)  | 30   | 2   | Senica                |
| 8  | TV | João Jaquité      | 22 tháng 2, 1996 (23 tuổi)  | 1    | 0   | Tondela               |
| 9  | TĐ | Romário Baldé     | 25 tháng 12, 1996 (22 tuổi) | 0    | 0   | Académica de Coimbra  |
| 10 | TV | Pelé              | 29 tháng 9, 1991 (27 tuổi)  | 6    | 0   | Nottingham Forest     |
| 11 | TĐ | Jorginho          | 21 tháng 9, 1995 (23 tuổi)  | 4    | 0   | CSKA Sofia            |
| 12 | TM | Rui Dabó          | 5 tháng 10, 1994 (24 tuổi)  | 1    | 0   | Fabril Barreiro       |
| 13 | TĐ | Frédéric Mendy    | 18 tháng 9, 1988 (30 tuổi)  | 11   | 4   | Vitória de Setúbal    |
| 14 | HV | Juary Soares      | 20 tháng 2, 1992 (27 tuổi)  | 14   | 1   | Mafra                 |
| 15 | TĐ | Toni Silva        | 15 tháng 9, 1993 (25 tuổi)  | 12   | 2   | Al Ittihad Alexandria |
| 16 | TV | Moreto Cassamá    | 16 tháng 2, 1998 (21 tuổi)  | 0    | 0   | Stade Reims           |
| 17 | TĐ | Mama Baldé        | 6 tháng 11, 1995 (23 tuổi)  | 0    | 0   | Desportivo das Aves   |
| 18 | TĐ | Piqueti           | 12 tháng 2, 1993 (26 tuổi)  | 15   | 3   | Al Shoulla            |
| 19 | TĐ | Joseph Mendes     | 30 tháng 3, 1991 (28 tuổi)  | 0    | 0   | Ajaccio               |
| 20 | TV | Sori Mané         | 3 tháng 4, 1996 (23 tuổi)   | 7    | 0   | Cova da Piedade       |
| 21 | HV | Nanu              | 17 tháng 5, 1994 (25 tuổi)  | 0    | 0   | Marítimo              |
| 22 | HV | Mamadu Candé      | 29 tháng 8, 1990 (28 tuổi)  | 14   | 0   | Santa Clara           |
| 23 | TM | Edimar Cá         | 14 tháng 8, 2000 (18 tuổi)  | 0    | 0   | UDIB                  |